# La Pedrera (Tacuarembó)
La Pedrera é uma localidade uruguaia do departamento de Tacuarembó, na zona norte do departamento, banhada pelo Arroyo Tranqueras. Está situada a 5 km da cidade de Tacuarembó, capital do departamento.

## Toponímia
O nome da localidade em primeiro momento foi "San Maximo", depois renomeada para o nome atual. 

## População
Segundo o censo de 2011 a localidade contava com uma população de 240 habitantes.
| Variação demográfica do município entre 1985 e 2011 |
|                                                     |

## Geografia
La Pedrera se situa próxima das seguintes localidades: ao norte, Tacuarembó, a sul, Sauce de Batoví, ao oeste, Tambores .

## Autoridades
A localidade é subordinada diretamente ao departamento de Tacuarembó, não sendo parte de nenhum município tacuaremboense.

## Transporte
A localidade possui as seguintes rodovias:
- Ruta 26, que liga o município de Río Branco (Departamento de Cerro Largo) - Ponte Internacional Barão de Mauá / Jaguarão (Rio Grande do Sul) e a (BR-116 - à cidade de Lorenzo Geyres (Departamento de Paysandú). [7][8]